# 锐片毛蕨
锐片毛蕨（学名：Cyclosorus acutilobus）为金星蕨科毛蕨属下的一个种。